# Hemistoma
Hemistoma é um género de gastrópode  da família Hydrobiidae.
Este género contém as seguintes espécies:
- Hemistoma beaumonti
- Hemistoma flexicolumella
- Hemistoma gemma
- Hemistoma minutissima
- Hemistoma pusillior
- Hemistoma whiteleggei